# Sanfratellano

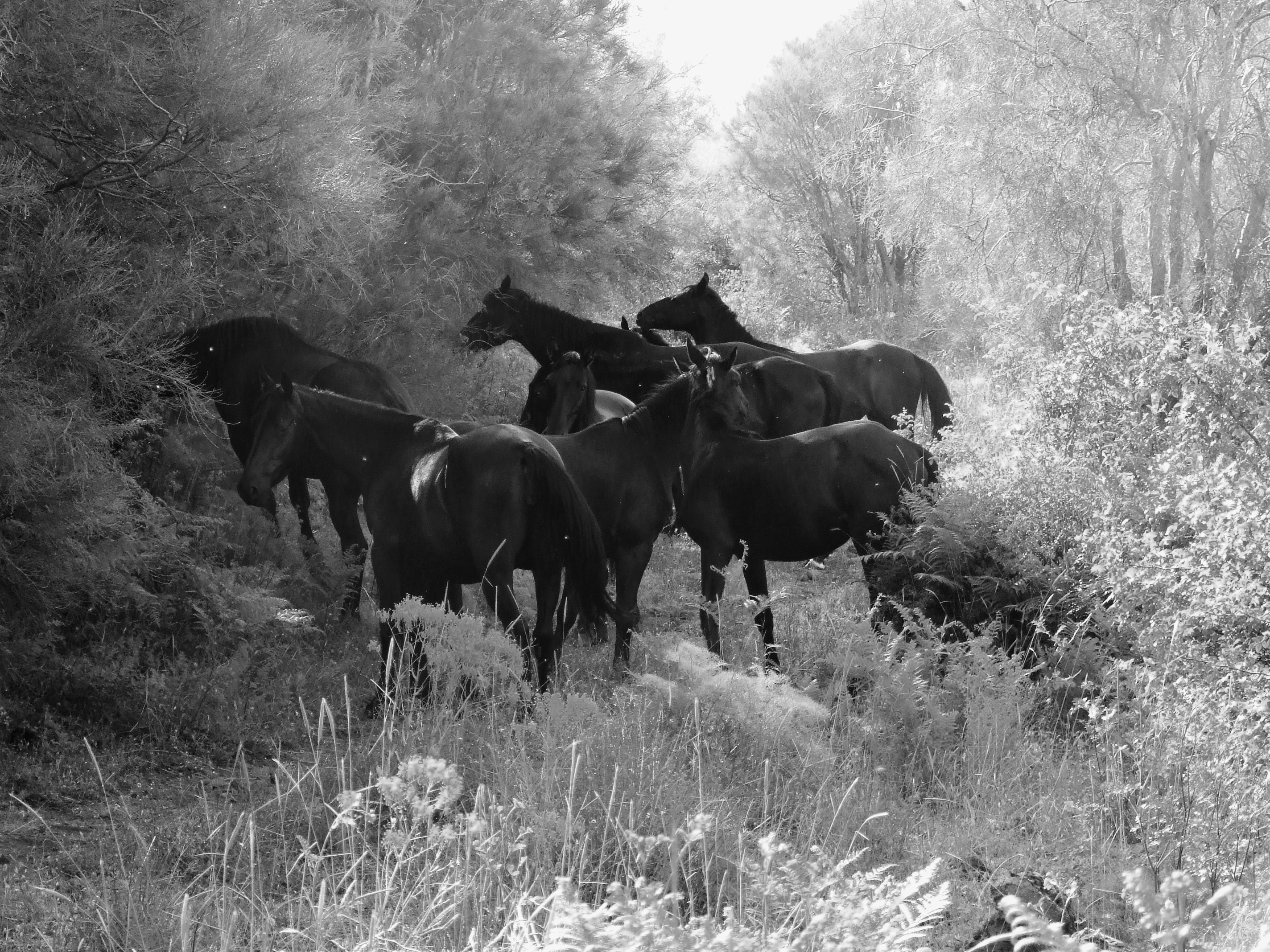
Cavalli sanfratellani, nel parco dell'Etna

Il sanfratellano (in inglese San Fratello horse) è una razza equina autoctona che ha origine sui monti Nebrodi, nel territorio comunale di San Fratello, in Sicilia.

## Origine
Il cavallo sanfratellano vive ancora allo stato brado, all'interno di una superficie boschiva di oltre 11.000 ettari. L'habitat naturale del sanfratellano sono i monti Nebrodi, in provincia di Messina, in un territorio, a pochi chilometri dal mare, che si estende fra la collina e la montagna e comprende il comune di San Fratello, e quelli limitrofi di Acquedolci, Caronia, Militello Rosmarino, Sant'Agata Militello, e Mistretta. Nella zona tipica di allevamento sono iscritte circa 300 fattrici, su una popolazione complessiva di circa 3300 cavalli iscritti al registro anagrafico.
Si tratta di una razza legata alle genti e alla storia di un preciso territorio siciliano, ovvero San Fratello dal quale prende il nome, un'isola linguistica alloglotta gallo-italica, che nei secoli ha sviluppato una razza forte, robusta, conosciuta per la sua resistenza e frugalità.
Le sue origini sono, tuttavia, molto incerte. Alcuni studiosi lo fanno discendere dai cavalli orientali importati dagli arabi prima del X secolo, altri pensano invece ad un'origine nordica di poco posteriore.
Secondo quest'ultima teoria il sanfratellano discenderebbe dai cavalli portati nell'XI secolo a San Fratello dai cavalieri di Adelaide del Vasto (1074–1118), figlia di Manfredi Aleramo, marchese del Monferrato e di Savona, che sposò il gran conte normanno Ruggero, suggellando così un'alleanza in  Sicilia tra aleramici e normanni.
Le nozze avvennero nel 1089 e per quell'occasione Adelaide giunse al porto di Messina in pompa magna su navi da cui sbarcarono dote, scorta e un nutrito seguito di suoi conterranei, delle sue terre del nord (in particolare dal Monferrato, in Piemonte), che l'avevano seguita per insediarsi sull'isola con animali, attrezzi e cavalli. Fu una prima avanguardia di un flusso migratorio poi massicciamente favorito per decenni. Adelaide concesse infatti alle sue genti territori in esclusiva e privilegi ancora oggi individuabili nei Nebrodi e, tra l'altro ripopolò il borgo di San Fratello con ulteriori coloni provenienti dall'Italia settentrionale (detti anche lombardi) e dalla Francia meridionale (in particolare dalla Provenza). Per questo, ancora oggi, gli abitanti di San Fratello parlano un dialetto gallo-italico, un dialetto alto-italiano fortemente influenzato dal francese, diverso dalla lingua siciliana delle zone circostanti.
Il cavallo sanfratellano si dice che discenda dai cavalli di queste popolazioni. Con l'arrivo di Adelaide ha comunque origine la prima immissione consistente e storicamente documentata sull'area nebroidea  di soggetti equini “nordici” appartenenti a popolazioni equine differenti da quelle insulari e da quelle precedentemente giunte sull'Isola da sud e da oriente. Si trattò dell'inizio della lunga storia che avrebbe concorso alla formazione della popolazione equina dei monti Nebrodi e della razza sanfratellana.
La storia delle origini del cavallo sanfratellano dei Nebrodi resta, comunque  indissolubilmente legata alle vicende storiche del territorio e alle sue genti. Quale che sia la sua origine, il sanfratellano moderno prende la sua conformazione da incroci recenti: si ritrova nella razza l'influenza di cavalli orientali, Maremmani  e Nonius (razza ungherese).

## Caratteristiche
Il sanfratellano è forte e muscoloso. Possiede una testa di taglia media dal profilo piuttosto rettilineo, le spalle sono corte, robuste e inclinate. Il dorso è piuttosto lungo ma anche robusto e largo. La criniera e la coda sono folte. Il manto baio o più spesso nero, il carattere docile .
Il peso può variare tra 450 e 500 kg; l'altezza tra 1,56 m et 1,66 m..
Si riportano qui a titolo esemplificativo i dati rilevati dall'Associazione sportiva del cavallo sanfratellano i cui giovanissimi allievi si sono fatti carico di allevarne e addestrarne in loco una decina da destinare a scopi sportivi e promozionali, presentandoli anche all'attenzione e al giudizio degli appassionati; descrivendone la genealogia e monitorandone e divulgandone nel tempo misure, crescita ponderale e principali caratteristiche. I dati  rilevati al 31.12.2010 riguardano i seguenti puledri nati tra la primavera e l'inizio estate del 2010:
- Elettrico, maschio, figlio del mitico Veliero;
- Eolo, M. figlio di Orizon;
- Eletto, M. da Veliero;
- Ercole, M. da Ringo;
- Ettore, M. da Veliero;

Le misure registrano:
- per Elettrico, altezza al garrese: 140 cm., stinco:17.5 cm., spalla: 58 cm., circonferenza torace:141.5 cm.; 
- per Eolo, h.g.:135 cm.,  st.:17.5cm., sp.:54cm., c.tor.:140cm., 
- per Eletto, h.g.: 142cm., st.:17.5cm., sp.:56.5cm., c.t.:142cm.; 
- per Ercole, h.g.: 142cm ., st.:19cm., sp.:60cm., c.tor.:151cm.; 
- per Ettore, h.g.: 143cm., st.:18cm., sp.:59cm., c.tor.:143 cm..

## Utilizzo
Il Sanfratellano è un cavallo di cui, oggi si parla molto, ma che è ancora poco conosciuto al di fuori del territorio d'origine.
Viene allevato ancora allo stato semibrado e la razza è ben radicata nella cultura e nelle tradizioni dell'area. In passato veniva utilizzato per trainare i tradizionali "carretti siciliani" e nei lavori agricoli leggeri. Le femmine Sanfratellane, accoppiate con l'asino Ragusano, producevano ottimi muli, impiegati per decenni dai nostri Alpini. 
Oggi è utilizzato come cavallo da sella, adatto all'equiturismo e, incrociato col Purosangue inglese, genera ottimi prodotti per l'equitazione.